# Liste der Monuments historiques in La Celle (Allier)
Die Liste der Monuments historiques in La Celle (Allier) führt die Monuments historiques in der französischen Gemeinde La Celle auf.

## Liste der Bauwerke
| Bezeichnung        | Beschreibung                  | Standort | Kennzeichnung | Schutzstatus   | Datum     | Bild |
| ------------------ | ----------------------------- | -------- | ------------- | -------------- | --------- | ---- |
| Kirche St-Patrocle | Erbaut im 11./12. Jahrhundert | (Lage)   | PA00093032    | Inscrit Classé | 1930 1932 |      |